# 篠之井市
篠之井市（日语：／ Shinonoi shi */?）是日本長野縣旧更級郡域北東部地区的市。最後一任市長是擔任長野縣議会議長的柳澤勲。 1959年成立，1966年（昭和41年）10月16日與長野市・更級郡川中島町、更北村、信更村・上水内郡七二会村・埴科郡松代町・上高井郡若穗町對等合併為長野。現在是長野市篠之井地區。